# Sarovo
 Sarovo  falu Horvátországban, Károlyváros megyében. Közigazgatásilag  Generalski Stolhoz tartozik.

## Fekvése
Károlyvárostól 15 km-re délnyugatra, községközpontjától 10 km-re északra, a Dobra bal partján fekszik. A község legészakibb települése.

## Története
A településnek 1857-ben 56, 1910-ben 47 lakosa volt. Trianon előtt Modrus-Fiume vármegye Vrbovskoi járásához tartozott. 2011-ben 11 lakosa volt.

## Lakosság
| Lakosság változása | Lakosság változása | Lakosság változása | Lakosság változása | Lakosság változása | Lakosság változása | Lakosság változása | Lakosság változása | Lakosság változása | Lakosság változása | Lakosság változása | Lakosság változása | Lakosság változása | Lakosság változása | Lakosság változása | Lakosság változása |
| ------------------ | ------------------ | ------------------ | ------------------ | ------------------ | ------------------ | ------------------ | ------------------ | ------------------ | ------------------ | ------------------ | ------------------ | ------------------ | ------------------ | ------------------ | ------------------ |
| 1857               | 1869               | 1880               | 1890               | 1900               | 1910               | 1921               | 1931               | 1948               | 1953               | 1961               | 1971               | 1981               | 1991               | 2001               | 2011               |
| 56                 | 61                 | 58                 | 52                 | 48                 | 47                 | 52                 | 42                 | 69                 | 65                 | 54                 | 39                 | 39                 | 42                 | 18                 | 11                 |